# اویلین بوید گرنویل
اویلین بوید گرنویل (انگلیسی: Evelyn Boyd Granville؛ زادهٔ ۱ مه ۱۹۲۴) یک ریاضی‌دان، و مهندس رایانه اهل ایالات متحده آمریکا است. او در سال ۱۹۴۵ از کالج اسمیت فارغ‌التحصیل شد و دومین زن آفریقایی-آمریکایی بود که مدرک دکترا در ریاضیات در سال ۱۹۴۹ از دانشگاه ییل گرفت.